# Morpho submarginalis
Morpho submarginalis är en fjärilsart som beskrevs av Krüger 1933. Morpho submarginalis ingår i släktet Morpho och familjen praktfjärilar. Inga underarter finns listade i Catalogue of Life.